# بوردور
بوردور (Burdur) شهری است در ترکیه.
این شهر مرکز استان بوردور است.

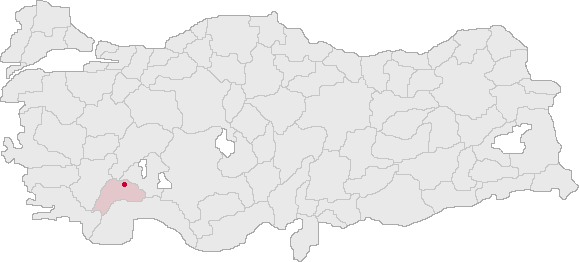
محل شهر بوردور در استان بوردور در نقشهٔ ترکیه.

شهر بوردور در کنار دریاچه بوردور قرار گرفته و در سال ۲۰۰۷ میلادی ۶۷٬۰۹۷ نفر جمعیت داشت.
به این شهر بولدور هم گفته شده.
بوردورلو درویش محمد پاشا، وزیر اعظم عثمانی طی سال‌های ۱۸۱۸-۱۸۲۰، از اهالی این شهر بود.